# 파판다얀산

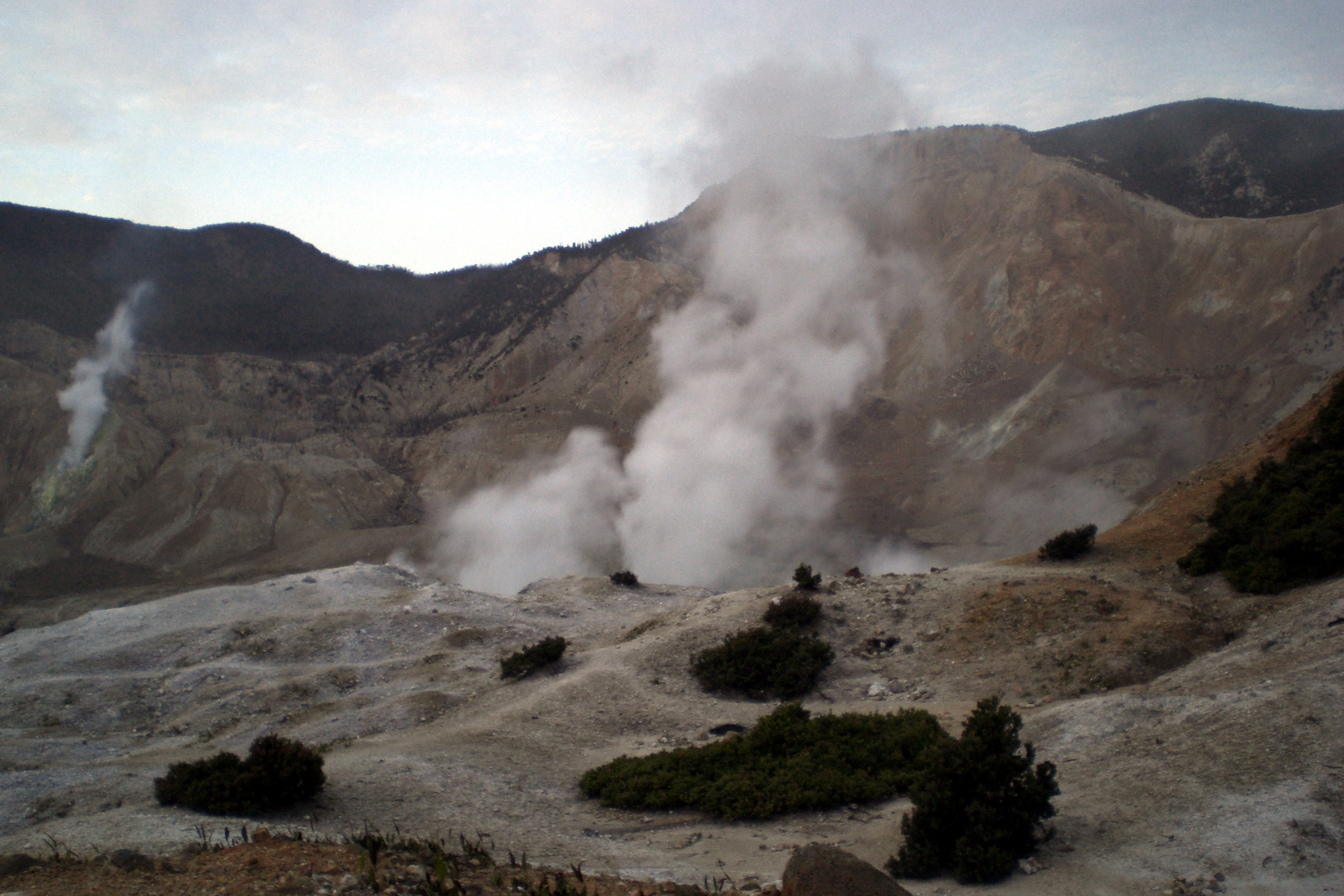
파판다얀 산의 푸마롤

파판다얀산(영어: Mount Papandayan)은 인도네시아의 자와섬에 있는 복합 성층 화산으로, 현재까지 활동하는 활화산이다. 이곳은 수프리에르산와 같이 유황이 많기로 유명한 곳이다. 그래서 종종 황금색 분화구들을 볼 수가 있게 된다. 분화구는 대형급이며, 그곳에서는 아직도 증기와 가스가 나온다. 지금은 분화를 멎었지만 활화산이기 때문에 주의가 필요하다. 이곳의 나무들은 대부분 유황 연기랑 화산가스 때문에 대부분 죽어있다. 현재 국립공원으로 지정되었다. 어떤 분화구는 크레이터호가 있다.

## 분화 기록
- 1772년에 화산이 폭발하여 2,957명의 사망자를 내었다.
- 1996년에도 분화를 하여 화산재를 분출하였다.
- 2002년에 마지막으로 분화를 하였다.